# Sebastian Ingrosso
Sebastian Ingrosso (né le 20 avril 1983 à Stockholm) est un disc jockey et producteur suédois de house d'origine italienne. Il est, jusqu'en 2013, un membre du groupe Swedish House Mafia aux côtés d'Axwell et Steve Angello. De 2014 à 2019, il forme le duo Axwell Λ Ingrosso en compagnie d'Axwell, avant de participer à la réunion de la Swedish House Mafia en mai 2019.

## Biographie
Sebastian Carmine Ingrosso est né le 20 avril 1983 et vit en Suède. Depuis son adolescence, il travaille avec son ami d'enfance Steve Angello sous plusieurs pseudos comme Buy Now, Fireflies, General Moders, Mode Hookers, Outfunk and The Sinners. Il commence très jeune à créer des bandes sons, notamment par des platines, et à écouter plusieurs titres de techno avec Steve Angello. Puis il rencontre Axwell un peu plus tard dans un restaurant, et c'est en allant lui parler qu'ils deviennent amis, lui, Axwell et Steve Angello, les bases de la Swedish House Mafia sont là. En 2003, Sebastian Ingrosso crée son propre label comme tous les autres membres de la Swedish House Mafia Refune. Il sort un bootleg de son propre titre Laktos, avec le titre Kids du groupe américain MGMT, intitulé Laktos Kids ce titre est pour lui « un succès à chaque fois qu'il l'a passé à Ibiza. »
Ingrosso fait paraître son plus grand hit en 2005 Together, une collaboration avec Axwell. En 2009, il travaille avec David Guetta et Dirty South, Julie Mc Knight, pour le titre How Soon Is Now (présent sur l'album One Love de David Guetta). La même année, il collabore avec Steve Angello, Laidback Luke, Axwell et Deborah Cox sur le titre Leave the World Behind qui sera un énorme succès dans les clubs et dans les festivals, ce titre s'inscrit comme étant le premier single important de la Swedish House Mafia qui commence à prendre de l'ampleur dans le monde de la musique.
Sebastian Ingrosso fait paraître un nouvel album pour l'été 2010 et participe à la Sensation White à Düsseldorf pour le nouvel an 2010-2011. En 2010, la Swedish House Mafia sort deux titres, le premier est One en collaboration avec Pharrell Williams, puis Miami 2 Ibiza en octobre. En 2011, le succès est toujours au rendez-vous, car le premier titre de cette année sera Save the World avec John Martin, popularisé dans le monde, puis vers la fin de cette année verra le jour Antidote, avec Knife Party. Cette même année, ils feront salle comble au Madison Square Garden pour un mixset de plus d'une heure et demie. En 2011, il atteint la 26e place du classement DJ Mag Top 100.
En 2012, sortira leur seul titre instrumentale Greyhound, qui sera encore un succès, et qui fera la promotion de la marque de vodka, Absolut Vodka. En juin 2012, la SHM décide de se séparer ; elle fera une dernière tournée d'adieu pour ses fans, qui comportera cinquante-trois dates internationales. Finalement, en septembre 2012, sort leur dernier titre en commun, Don't You Worry Child, qui sera leur plus gros hit. En 2012, il atteint la 34e place du DJ Mag Top 100.
En 2013, après la séparation de SHM, lui et Axwell décident de former un nouveau groupe nommé Axwell Λ Ingrosso dont ils sortiront deux singles officielles ensemble pour le moment, le premier pour les clubs nommé We Come, We Rave, We Love et ensuite un titre intitulé ROAR qui, quant à lui, fait partie de la bande-originale de Monstres Academy. À la suite de cela, ils prennent la décision de sortir leur premier album studio, avec deux premiers titres connus : Sun is Shining et This Time (We Can't Go Home). Ils signeront par ailleurs avec le label Def Jam. En 2013, il atteint la 18e place du classement DJ Mag Top 100.
Multiples singles sont dévoilés tout au long de l'année 2014, lors de festivals, parmi lesquels : Something New, On my way & Sun is shining, qui furent des succès internationaux au cours de l'année 2015.
Sebastian Ingrosso est le cousin du chanteur Benjamin Ingrosso.
Le 26 mars 2022, il annonce sur le channel Discord de son collectif Swedish House Mafia, la fermeture de son label Refune qu'il qualifie pour lui d'un vieux chapitre. Par la même occasion, il dit être sur la préparation de son prochain label Young Guru Lab.

## Discographie

### Albums de mix
- Mixmag presents Ibiza Closing
- Sensation White – Celebrate Life Official compilation (CD1) (2010)
- Golden Wave (avec Steve Angello) (2009)
- Mixmag compilation
- Ministry of Sound presents Sessions 14 (2007)
- Mixmag presents Ibiza 4AM (avec Steve Angello) (2005)
- Subliminal Sessions 8 (avec Steve Angello) (2005)

### Singles
| Année                                                                            | Titre                                                                            | Meilleure position | Meilleure position | Meilleure position | Meilleure position | Meilleure position | Meilleure position | Meilleure position | Meilleure position | Meilleure position | Meilleure position | Album                 |
| Année                                                                            | Titre                                                                            | SUÈ                | ALL                | AUS                | BEL (FL)           | É-U Clubs          | FRA                | R-U                | IRL                | P-B                | SUI                | Album                 |
| -------------------------------------------------------------------------------- | -------------------------------------------------------------------------------- | ------------------ | ------------------ | ------------------ | ------------------ | ------------------ | ------------------ | ------------------ | ------------------ | ------------------ | ------------------ | --------------------- |
| 2004                                                                             | Yo Yo Kidz (avec Steve Angello)                                                  | —                  | —                  | —                  | —                  | —                  | —                  | —                  | —                  | —                  | —                  |                       |
| 2005                                                                             | Together (avec Axwell)                                                           | —                  | —                  | —                  | —                  | —                  | —                  | —                  | —                  | —                  | —                  | X4                    |
| 2006                                                                             | Click (avec Steve Angello)                                                       | —                  | —                  | —                  | —                  | —                  | —                  | —                  | —                  | —                  | —                  |                       |
| 2007                                                                             | Get Dumb (avec Axwell & Angello & Laidback Luke)                                 | —                  | —                  | —                  | —                  | —                  | —                  | —                  | —                  | 45                 | —                  | Until One             |
| 2007                                                                             | Umbrella (avec Steve Angello)                                                    | —                  | —                  | —                  | —                  | —                  | —                  | —                  | —                  | 67                 | —                  |                       |
| 2007                                                                             | It's True (avec Axwell vs. Salem Al Fakir)                                       | 38                 | —                  | —                  | —                  | —                  | —                  | —                  | —                  | 64                 | —                  | This Is Who I Am      |
| 2007                                                                             | 555 (avec Steve Angello)                                                         | —                  | —                  | —                  | —                  | —                  | —                  | —                  | —                  | —                  | —                  |                       |
| 2008                                                                             | It (avec Steve Angello & Laidback Luke)                                          | —                  | —                  | —                  | —                  | —                  | —                  | —                  | —                  | —                  | —                  |                       |
| 2008                                                                             | Partouze (avec Steve Angello)                                                    | —                  | —                  | —                  | —                  | —                  | —                  | —                  | —                  | —                  | —                  |                       |
| 2008                                                                             | Chaa Chaa (avec Laidback Luke)                                                   | —                  | —                  | —                  | —                  | —                  | —                  | —                  | —                  | —                  | —                  |                       |
| 2009                                                                             | Everytime We Touch (avec David Guetta & Chris Willis & Steve Angello)            | —                  | —                  | —                  | —                  | —                  | —                  | —                  | —                  | 46                 | 97                 | Pop Life              |
| 2009                                                                             | Leave the World Behind (avec Axwell & Angello & Laidback Luke feat. Deborah Cox) | 39                 | —                  | —                  | —                  | —                  | —                  | —                  | —                  | 75                 | —                  | Until One / Until Now |
| 2009                                                                             | Kidsos                                                                           | —                  | —                  | —                  | —                  | —                  | —                  | —                  | —                  | 98                 | —                  | Until One             |
| 2011                                                                             | Meich (avec Dirty South)                                                         | —                  | —                  | —                  | —                  | —                  | —                  | —                  | —                  | —                  | —                  | Until One             |
| 2011                                                                             | Calling (avec Alesso)                                                            | 18                 | —                  | —                  | —                  | —                  | 136                | —                  | —                  | 58                 | —                  |                       |
| 2012                                                                             | Calling (Lose My Mind) (avec Alesso feat. Ryan Tedder)                           | —                  | —                  | —                  | —                  | 1                  | —                  | 19                 | 47                 | —                  | 71                 | Until Now             |
| 2012                                                                             | Reload (avec Tommy Trash)                                                        | —                  | —                  | —                  | 48                 | —                  | —                  | —                  | —                  | —                  | —                  | Until Now             |
| 2013                                                                             | Reload (vocal) (avec Tommy Trash & John Martin)                                  | 5                  | 89                 | 20                 | —                  | 4                  | 152                | —                  | 13                 | 66                 | 70                 |                       |
| 2013                                                                             | Roar (avec Axwell)                                                               | —                  | —                  | —                  | —                  | —                  | —                  | —                  | —                  | —                  | —                  | Monstres Academy      |
| 2016                                                                             | Flags (avec LIOHN & Salvatore)                                                   | —                  | —                  | —                  | —                  | —                  | —                  | —                  | —                  | —                  | —                  |                       |
| 2016                                                                             | Dark River                                                                       | 84                 | —                  | —                  | —                  | —                  | —                  | —                  | —                  | —                  | —                  | More Than You Know    |
| 2017                                                                             | Ride It (feat. Bunji Garlin)                                                     | —                  | —                  | —                  | —                  | —                  | —                  | —                  | —                  | —                  | —                  |                       |
| « — » signifie que le single n'est pas sorti ou ne s'est pas classé dans ce pays |                                                                                  |                    |                    |                    |                    |                    |                    |                    |                    |                    |                    |                       |

### Autres projets

#### Swedish House Mafia
- 2010 : One (Your Name) (feat. Pharrell)
- 2010 : Miami 2 Ibiza (vs. Tinie Tempah)
- 2011 : Save the World (feat. John Martin)
- 2011 : Antidote (vs. Knife Party)
- 2012 : Greyhound
- 2012 : Don't You Worry Child (feat. John Martin)
- 2021 : It Gets Better
- 2021 : Lifetime (feat. Ty Dolla $ign & 070 Shake)
- 2021 : Moth to a Flame (avec The Weeknd)

#### Axwell Λ Ingrosso
(Pour l'intégralité des singles avec leur classement dans les hit-parades, voir l'article Axwell Λ Ingrosso)
- 2014 : Something New
- 2015 : On My Way
- 2014 : Can't Hold Us Down
- 2015 : Sun Is Shining
- 2015 : This Time (feat. Pusha T)
- 2015 : Dream Bigger
- 2016 : Thinking About You
- 2017 : I Love You (feat. Kid Ink)
- 2017 : More Than You Know
- 2017 : Dreamer (feat. Trevor Guthrie)
- 2018 : Dancing Alone (feat. RØMANS)

#### Autres
- 2001 : Bumper (sous Outfunk (avec Steve Angello))
- 2001 : All I Can Take (sous Outfunk (avec Steve Angello))
- 2001 : I Am the One (sous Outfunk (avec Steve Angello))
- 2002 : Echo Vibes (sous Outfunk (avec Steve Angello))
- 2002 : Lost in Music (sous Outfunk (avec Steve Angello))
- 2003 : One Feeling (sous The Sinners (avec Steve Angello))
- 2003 : Keep on Pressing (sous The Sinners (avec Steve Angello))
- 2003 : Sad Girls (sous The Sinners (avec Steve Angello))
- 2003 : Under Pressure (sous The Sinners (avec Steve Angello))
- 2004 : Swing Me Daddy (sous Mode Hookers (avec Steve Angello))
- 2004 : Cross the Sky (sous General Moders (avec Steve Angello))
- 2005 : For Sale (sous Buy Now! (avec Steve Angello))
- 2005 : Body Crash (sous Buy Now! (avec Steve Angello))
- 2006 : I Can't Get Enough (feat. Alexandra Prince) (sous Fireflies (avec Steve Angello))

### Productions
- Kylie Minogue - Cupid Boy (2010)
- Kid Sister - Right Hand Hi (2009)
- Lazee - Rock Away (2008)
- Lazee - Can't Change Me (2008)

### Remixes
- 2002 : Sheridan - Wants vs. Needs (Ingrosso Remix)
- 2002 :  Robyn - Keep This Fire Burning (Ingrosso & Fader Remix)
- 2003 : Arcade Mode - Your Love (Angello & Ingrosso Remix)
- 2004 : Dukes of Sluca - Don't Stop (Ingrosso Remix)
- 2004 : Steve Angello  - Acid / Euro (Ingrosso Remix)
- 2004 : Eric Prydz - Call On Me (Angello & Ingrosso Remix)
- 2004 : StoneBridge - Put 'Em High (Steve Angello & Sebastian Ingrosso Remix)
- 2005 : In-N-Out - EQ-Lizer (Angello & Ingrosso Remix)
- 2005 : Steve Lawler  - That Sound (Angello & Ingrosso Remix)
- 2005 : Robbie Rivera & StoneBridge - One Eye Shut (Steve Angello & Sebastian Ingrosso Remix)
- 2005 : Naughty Queen  - Famous and Rich (Angello & Ingrosso Remix)
- 2005 : Full Blown - Some Kinda Freak (Sebastian Ingrosso Remix)
- The Modern  - Industry (Sebastian Ingrosso Remix)
- 2005 : Joachim Garraud - Rock The Choice (Sebastian Ingrosso Remix)
- 2005 : Moby - Dream About Me (Sebastian Ingrosso Remix)
- 2005 : Tony Senghore - Peace (Sebastian Ingrosso Remix)
- 2005 : Ernesto vs. Bastian - Dark Side of the Moon (Axwell & Sebastian Ingrosso Remix)
- 2005 : Deep Dish - Say Hello (Angello & Ingrosso Remix)
- 2005 : Röyksopp - 49 Percent (Angello & Ingrosso Remix)
- 2005 : Alex Neri - Housetrack (Ingrosso Remix)
- 2005 :  DJ Flex & Sandy W - Love For You (Angello & Ingrosso Remix)
- 2006 : Ultra DJ's - Me and U (Steve Angello & Sebastian Ingrosso Edit)
- 2006 : Justin Timberlake feat. T.I. - My Love (Angello & Ingrosso Remix)
- 2006 : Eric Prydz vs. Floyd - Proper Education (Sebastian Ingrosso Remix)
- 2006 : Julien Jabre - Swimming Places (Sebastian Ingrosso Re-Edit)
- 2007 : Robbie Rivera  - One Eye Shut (Angello & Ingrosso Remix)
- Hard-Fi - Suburban Knights (Angello & Ingrosso Remix)
- 2008 : Felix da Housecat feat. P. Diddy - Jack U (Angello & Ingrosso Remix)
- 2010 : Mohombi - Bumpy Ride (Sebastian Ingrosso Remix)
- Miike Snow - Silvia (Sebastian Ingrosso & Dirty South Remix)
- 2011 : Chris Brown & Benny Benassi - Beautiful People (Sebastian Ingrosso Edit)
- 2016 : Salvatore feat. Enya & Alex Aris - Dive (Sebastian Ingrosso & Salvatore Remix)